# Kebun
Kebun is een bestuurslaag in het regentschap Bangkalan van de provincie Oost-Java, Indonesië. Kebun telt 3741 inwoners (volkstelling 2010).